# Andrea Leone Tottola
Andrea Leone Tottola (Napoli, seconda metà del XVIII secolo – Napoli, 15 settembre 1831) è stato un librettista italiano.
Figlio dell'avvocato e giurista Francesco Leone Tottola e della prima moglie Emanuela Canò. Ha lavorato, tra gli altri, per Gioachino Rossini (Mosè in Egitto), Gaetano Donizetti e Giovanni Pacini.
Ebbe tre sorelle, tra cui Vincenza, sposata al terzo barone di Corleto di Grima don Pasquale Cecconi fu Giovan Battista.

## Libretti (parziale)
Per ciascun libretto sono indicati i nomi dei compositori che l'hanno musicato.
- Una follia
  - Giacomo Cordella (1813)
- Il vascello l'Occidente
  - Michele Carafa (14 giugno 1814)
- La gelosia ossia Mariti aprite gli occhi
  - Michele Carafa (1815)
- L'azzardo fortunato
  - Giacomo Cordella (1815)
- Adelson e Salvini
  - Valentino Fioravanti (1816)
  - Vincenzo Bellini (12? febbraio 1825)
- Gabriella di Vergy
  - Michele Carafa (3 luglio 1816)
  - Gaetano Donizetti (1826)
- Mosè in Egitto
  - Gioachino Rossini (5 marzo 1818)
- Berenice in Siria
  - Michele Carafa (29 luglio 1818)
- Ermione
  - Gioachino Rossini (29 marzo 1819)
- La donna del lago
  - Gioachino Rossini (24 settembre 1819)
- Zelmira
  - Gioachino Rossini (16 febbraio 1822)
- La zingara
  - Gaetano Donizetti (1822)
- Alfredo il Grande
  - Gaetano Donizetti (1823)
- Il fortunato inganno
  - Gaetano Donizetti (1823)
- Gli sciti
  - Saverio Mercadante (1823)
- Sansone
  - Francesco Basili (1824)
- Gl'italici e Gl'indiani
  - Michele Carafa (4 ottobre 1825)
- L'ultimo giorno di Pompei
  - Giovanni Pacini (19 novembre 1825)
- Il solitario ed Elodia
  - Stefano Pavesi (1826)
- Niobe
  - Giovanni Pacini (19 novembre 1826)
- Margherita regina d'Inghilterra
  - Giovanni Pacini (19 novembre 1827)
- Elisabetta al castello di Kenilworth
  - Gaetano Donizetti (1829)
- Imelda de' Lambertazzi
  - Gaetano Donizetti (1830)
- A mezzanotte
  - Pietro Raimondi (1831)